# Wade–Giles-átírás
A Wade–Giles (IPA weɪd ˈdʒaɪlz) a kínai nyelv írott változatának egyik latin betűs átírási rendszere, amelynek alapjait Thomas Francis Wade (1818–1895) brit diplomata és sinológus dolgozta ki a 19. század közepén, és amelyet majd Herbert Giles (1845–1935), ugyancsak brit diplomata és sinológus tökéletesített és véglegesített az 1892-ben megjelent kínai–angol szótárában. A Wade–Giles átírás a nyugati világ angol nyelvterületén a legelterjedtebb latin betűs átírási rendszernek számított, de az 1958-ra kidolgozott, majd 1979-től, a kínai kormány által hivatalosan is bevezetett pinjin átírás sem tudta kiszorítani. Az angol nyelven íródott, Kínával kapcsolatos ismeretterjesztő és szakkönyvek, valamint cikkek, tanulmányok zöme a mai nap ezt az átírási rendszert használja.

## Története
A tudós Sir Thomas Francis Wade, aki Brit Birodalom nagyköveteként tevékenykedett Kínában, és a Cambridge-i Egyetem első sinológus professzora volt, 1867-ben jelentette a mandarin kínai, vagyis a kínai nyelv korabeli pekingi dialektusán alapuló tankönyvét angolul. Az itt használt, általa kidolgozott átírási rendszer képezte az alapját a ma Wade–Giles néven ismert latin betűs átírásnak. Ezt tökéletesítette tovább Herbert Allen Giles diplomata és sinológus, akinek mérföldkőnek számító angol–kínai szótára 1892-ben jelent meg. Az átírási rendszert 1912-ben Giles fia, a British Museum akkori kurátora, Lionel Giles (1875–1958) véglegesítette.

## Szótagtáblázat
| Wade–Giles táblázat  | Wade–Giles táblázat | Szótagkezdők | Szótagkezdők | Szótagkezdők | Szótagkezdők | Szótagkezdők | Szótagkezdők | Szótagkezdők | Szótagkezdők | Szótagkezdők | Szótagkezdők | Szótagkezdők | Szótagkezdők | Szótagkezdők | Szótagkezdők | Szótagkezdők | Szótagkezdők | Szótagkezdők | Szótagkezdők | Szótagkezdők | Szótagkezdők | Szótagkezdők | Szótagkezdők | Wade–Giles táblázat | Wade–Giles táblázat  |
| Wade–Giles táblázat  | Wade–Giles táblázat | ∅            | p            | pʻ           | m            | f            | t            | tʻ           | n            | l            | k            | kʻ           | h            | ch           | chʻ          | hs           | ch           | chʻ          | sh           | j            | ts           | tsʻ          | s            | Wade–Giles táblázat | Wade–Giles táblázat  |
| -------------------- | ------------------- | ------------ | ------------ | ------------ | ------------ | ------------ | ------------ | ------------ | ------------ | ------------ | ------------ | ------------ | ------------ | ------------ | ------------ | ------------ | ------------ | ------------ | ------------ | ------------ | ------------ | ------------ | ------------ | ------------------- | -------------------- |
| a szótagvégű csoport | ih/ŭ                |              |              |              |              |              |              |              |              |              |              |              |              |              |              |              | chih         | chʻih        | shih         | jih          | tzŭ          | tzʻŭ         | ssŭ          | ih/ŭ                | a szótagvégű csoport |
| a szótagvégű csoport | a                   | a            | pa           | pʻa          | ma           | fa           | ta           | tʻa          | na           | la           | ka           | kʻa          | ha           |              |              |              | cha          | chʻa         | sha          |              | tsa          | tsʻa         | sa           | a                   | a szótagvégű csoport |
| a szótagvégű csoport | o                   | o            | po           | pʻo          | mo           | fo           | to           | tʻo          | no           | lo           | ko           | kʻo          | ho           |              |              |              | cho          | chʻo         |              | jo           | tso          | tsʻo         | so           | o                   | a szótagvégű csoport |
| a szótagvégű csoport | ê                   | ê            |              |              | mê           |              | tê           | tʻê          | nê           | lê           |              |              |              |              |              |              | chê          | chʻê         | shê          | jê           | tsê          | tsʻê         | sê           | ê                   | a szótagvégű csoport |
| a szótagvégű csoport | ai                  | ai           | pai          | pʻai         | mai          |              | tai          | tʻai         | nai          | lai          | kai          | kʻai         | hai          |              |              |              | chai         | chʻai        | shai         |              | tsai         | tsʻai        | sai          | ai                  | a szótagvégű csoport |
| a szótagvégű csoport | ei                  | ei           | pei          | pʻei         | mei          | fei          | tei          | tʻei         | nei          | lei          | kei          |              | hei          |              |              |              | chei         |              | shei         |              | tsei         |              |              | ei                  | a szótagvégű csoport |
| a szótagvégű csoport | ao                  | ao           | pao          | pʻao         | mao          |              | tao          | tʻao         | nao          | lao          | kao          | kʻao         | hao          |              |              |              | chao         | chʻao        | shao         | jao          | tsao         | tsʻao        | sao          | ao                  | a szótagvégű csoport |
| a szótagvégű csoport | ou                  | ou           |              | pʻou         | mou          | fou          | tou          | tʻou         | nou          | lou          | kou          | kʻou         | hou          |              |              |              | chou         | chʻou        | shou         | jou          | tsou         | tsʻou        | sou          | ou                  | a szótagvégű csoport |
| a szótagvégű csoport | an                  | an           | pan          | pʻan         | man          | fan          | tan          | tʻan         | nan          | lan          | kan          | kʻan         | han          |              |              |              | chan         | chʻan        | shan         | jan          | tsan         | tsʻan        | san          | an                  | a szótagvégű csoport |
| a szótagvégű csoport | ên                  | ên           | pên          | pʻên         | mên          | fên          | tên          |              | nên          |              | kên          | kʻên         | hên          |              |              |              | chên         | chʻên        | shên         | jên          | tsên         | tsʻên        | sên          | ên                  | a szótagvégű csoport |
| a szótagvégű csoport | ang                 | ang          | pang         | pʻang        | mang         | fang         | tang         | tʻang        | nang         | lang         | kang         | kʻang        | hang         |              |              |              | chang        | chʻang       | shang        | jang         | tsang        | tsʻang       | sang         | ang                 | a szótagvégű csoport |
| a szótagvégű csoport | êng                 | êng          | pêng         | pʻêng        | mêng         | fêng         | têng         | tʻêng        | nêng         | lêng         | kêng         | kʻêng        | hêng         |              |              |              | chêng        | chʻêng       | shêng        | jêng         | tsêng        | tsʻêng       | sêng         | êng                 | a szótagvégű csoport |
| a szótagvégű csoport | êrh                 | êrh          |              |              |              |              |              |              |              |              |              |              |              |              |              |              |              |              |              |              |              |              |              | êrh                 | a szótagvégű csoport |
| i szótagvégű csoport | i                   | i            | pi           | pʻi          | mi           |              | ti           | tʻi          | ni           | li           |              |              |              | chi          | chʻi         | hsi          |              |              |              |              |              |              |              | i                   | i szótagvégű csoport |
| i szótagvégű csoport | ia                  | ya           |              |              |              |              | tia          |              |              | lia          |              |              |              | chia         | chʻia        | hsia         |              |              |              |              |              |              |              | ia                  | i szótagvégű csoport |
| i szótagvégű csoport | io                  | yo           |              |              |              |              |              |              |              |              |              |              |              |              |              |              |              |              |              |              |              |              |              | io                  | i szótagvégű csoport |
| i szótagvégű csoport | ieh                 | yeh          | pieh         | pʻieh        | mieh         |              | tieh         | tʻieh        | nieh         | lieh         |              |              |              | chieh        | chʻieh       | hsieh        |              |              |              |              |              |              |              | ieh                 | i szótagvégű csoport |
| i szótagvégű csoport | iai                 | yai          |              |              |              |              |              |              |              |              |              |              |              |              |              |              |              |              |              |              |              |              |              | iai                 | i szótagvégű csoport |
| i szótagvégű csoport | iao                 | yao          | piao         | pʻiao        | miao         |              | tiao         | tʻiao        | niao         | liao         |              |              |              | chiao        | chʻiao       | hsiao        |              |              |              |              |              |              |              | iao                 | i szótagvégű csoport |
| i szótagvégű csoport | iu                  | yu           |              |              | miu          |              | tiu          |              | niu          | liu          |              |              |              | chiu         | chʻiu        | hsiu         |              |              |              |              |              |              |              | iu                  | i szótagvégű csoport |
| i szótagvégű csoport | ien                 | yen          | pien         | pʻien        | mien         |              | tien         | tʻien        | nien         | lien         |              |              |              | chien        | chʻien       | hsien        |              |              |              |              |              |              |              | ien                 | i szótagvégű csoport |
| i szótagvégű csoport | in                  | yin          | pin          | pʻin         | min          |              |              |              | nin          | lin          |              |              |              | chin         | chʻin        | hsin         |              |              |              |              |              |              |              | in                  | i szótagvégű csoport |
| i szótagvégű csoport | iang                | yang         |              |              |              |              |              |              | niang        | liang        |              |              |              | chiang       | chʻiang      | hsiang       |              |              |              |              |              |              |              | iang                | i szótagvégű csoport |
| i szótagvégű csoport | ing                 | ying         | ping         | pʻing        | ming         |              | ting         | tʻing        | ning         | ling         |              |              |              | ching        | chʻing       | hsing        |              |              |              |              |              |              |              | ing                 | i szótagvégű csoport |
| u szótagvégű csoport | u                   | wu           | pu           | pʻu          | mu           | fu           | tu           | tʻu          | nu           | lu           | ku           | kʻu          | hu           |              |              |              | chu          | chʻu         | shu          | ju           | tsu          | tsʻu         | su           | u                   | u szótagvégű csoport |
| u szótagvégű csoport | ua                  | wa           |              |              |              |              |              |              |              |              | kua          | kʻua         | hua          |              |              |              | chua         | chʻua        | shua         | jua          |              |              |              | ua                  | u szótagvégű csoport |
| u szótagvégű csoport | uo                  | wo           |              |              |              |              |              |              |              |              | kuo          | kʻuo         | huo          |              |              |              |              |              | shuo         |              |              |              |              | uo                  | u szótagvégű csoport |
| u szótagvégű csoport | uai                 | wai          |              |              |              |              |              |              |              |              | kuai         | kʻuai        | huai         |              |              |              | chuai        | chʻuai       | shuai        |              |              |              |              | uai                 | u szótagvégű csoport |
| u szótagvégű csoport | ui                  | wei          |              |              |              |              | tui          | tʻui         |              |              | kui          | kʻui         | hui          |              |              |              | chui         | chʻui        | shui         | jui          | tsui         | tsʻui        | sui          | ui                  | u szótagvégű csoport |
| u szótagvégű csoport | uan                 | wan          |              |              |              |              | tuan         | tʻuan        | nuan         | luan         | kuan         | kʻuan        | huan         |              |              |              | chuan        | chʻuan       | shuan        | juan         | tsuan        | tsʻuan       | suan         | uan                 | u szótagvégű csoport |
| u szótagvégű csoport | un                  | wen          |              |              |              |              | tun          | tʻun         | nun          | lun          | kun          | kʻun         | hun          |              |              |              | chun         | chʻun        | shun         | jun          | tsun         | tsʻun        | sun          | un                  | u szótagvégű csoport |
| u szótagvégű csoport | uang                | wang         |              |              |              |              |              |              |              |              | kuang        | kʻuang       | huang        |              |              |              | chuang       | chʻuang      | shuang       |              |              |              |              | uang                | u szótagvégű csoport |
| u szótagvégű csoport | ung                 | weng         |              |              |              |              | tung         | tʻung        | nung         | lung         | kung         | kʻung        | hung         |              |              |              | chung        | chʻung       |              | jung         | tsung        | tsʻung       | sung         | ung                 | u szótagvégű csoport |
| ü szótagvégű csoport | ü                   | yü           |              |              |              |              |              |              | nü           | lü           |              |              |              | chü          | chʻü         | hsü          |              |              |              |              |              |              |              | ü                   | ü szótagvégű csoport |
| ü szótagvégű csoport | üeh                 | yüeh         |              |              |              |              |              |              | nüe          | lüe          |              |              |              | chüeh        | chʻüeh       | hsüeh        |              |              |              |              |              |              |              | üeh                 | ü szótagvégű csoport |
| ü szótagvégű csoport | üan                 | yüan         |              |              |              |              |              |              |              | lüan         |              |              |              | chüan        | chʻüan       | hsüan        |              |              |              |              |              |              |              | üan                 | ü szótagvégű csoport |
| ü szótagvégű csoport | ün                  | yün          |              |              |              |              |              |              |              |              |              |              |              | chün         | chʻün        | hsün         |              |              |              |              |              |              |              | ün                  | ü szótagvégű csoport |
| ü szótagvégű csoport | iung                | yung         |              |              |              |              |              |              |              |              |              |              |              | chiung       | chʻiung      | hsiung       |              |              |              |              |              |              |              | iung                | ü szótagvégű csoport |

Színmagyarázat:
| „szabályos” szótagkezdet vagy szótagvég Az a szótagvégű csoport a következő esetek közvetlen kombinációjában: - i+a szótagvégű csoport - u+a szótagvégű csoport - ü+a szótagvégű csoport | i, u, ü szótagvégű csoport módosult változatai a következő esetekben: - i+a szótagvégű csoport - u+a szótagvégű csoport - ü+a szótagvégű csoport | szótag a szótagkezdő és a szótagvég kombinációja által (vagy azok az esetek, amikor nincs szótagkezdő) | szótag a szótagkezdő és a szótagvég módosult kombinációja által |